# Illéla
Illéla – miasto w Nigrze, w departamencie Tahoua. W 2013 liczyło 22 343 mieszkańców.